# Tommaso Caputo
Tommaso Caputo (né le 17 octobre 1950) est un prélat italien de l'Église catholique qui a travaillé dans le service diplomatique du Saint-Siège de 1980 à 2012, date à laquelle il est nommé prélat territorial de Pompéi.

## Biographie
Tommaso Caputo est né le 17 octobre 1950 à Afragola à Naples, en Italie. Il étudie au séminaire de Naples et obtientu une licence en théologie sacrée à la Faculté pontificale de théologie du Sud de l'Italie (it). Il est ordonné prêtre le 10 avril 1974. Ses premières affectations comprenaient la formation des séminaristes, vicaire paroissial et enseignant de religion dans les écoles publiques

Pour se préparer à une carrière diplomatique, il entre à l'Académie ecclésiastique pontificale en 1976. Pendant son séjour, il obtient également un doctorat en droit canon à l'Université pontificale du Latran. Caputo rejoint le service diplomatique du Saint-Siège le 25 mars 1980 où il occupe divers postes aux nonciatures aostoliques au Rwanda (1980–1984), aux Philippines (en) (1984–1987), au Venezuela (en) (1987–1989), et à la Secrétairerie d'État (1989–1993). Le 19 juin 1993, il est nommé chef du Protocole à la Secrétairerie d'État
Caputo est nommé archevêque titulaire d'Otriculum (de) et nonce apostolique à Malte et en Libye le 3 septembre 2007. Il est ordonné évêque par le pape Benoît XVI (consécrateur principal), et les cardinaux Tarcisio Bertone et Marian Jaworski, le 29 septembre 2007. En mars 2011, alors que la situation politique en Libye devient violente, il appelle l'Italie à accepter les réfugiés érythréens piégés en Libye. Il rapporte que les religieux catholiques dans le pays ne sont pas en danger car "le peuple libyen, comme il l'a toujours fait traditionnellement, exprime sa gratitude pour la présence et le service des religieuses et des prêtres". En ces jours, cette bienveillance se manifeste par des gestes concrets de solidarité
Il occupe son poste de nonce jusqu'à sa nomination comme prélat de la Prélature territoriale de Pompéi le 10 novembre 2012. Le pape François approuve sa nomination supplémentaire au poste d'assesseur de l'Ordre du Saint-Sépulcre, effective en septembre 2019